# Золотницкий, Михаил Владимирович
Михаил Владимирович Золотницкий (около 1772—1826) — русский военачальник, полковник, кавалер ордена Святого Георгия III класса.

## Биография
Родился около 1772 года в семье известного русского юриста и литератора XVIII века Владимира Трофимовича Золотницкого (Слодницкого) и его первой жены Ульяны Лазаревны, дочери полковника Л. А. Серезлия, македонца на русской службе, видного деятеля Новой Сербии.
В военной службе с 11 февраля 1779 года кадетом в отцовском Днепровском пикинёрном полку, с 21 июля 1782 г. в штабе генерал-поручика и кавалера П. А. Текели младшим адъютантом. «Войдя в возраст», с 9 апреля 1790 г. «у него же генерал-аншефа» секретарем с переименованием в поручики и определением в Ряжский пехотный полк, с 24 октября 1794 г. капитан. Был в походах: в 1794 в Польше, 6 сентября «противу польских мятежников под деревней Крупчицами в сражении», 8 сентября на баталии под Тересполем, 24 октября «при взятии штурмом Прагского ретрашемента и батареи в действительном с неприятелем сражении».
С 21 августа 1798 г. — майором в Полтавском мушкатерском полку. «По высочайшему его Императорского Величества приказу, данному при пароле, в 27 день декабря 799 года отставлен от службы по прошению». «По высочайшему его Императорского Величества приказу, отданному ноября в 9-й день, принят паки в сей же полк». С 16 ноября 1800 подполковник «в оном же полку».
В 1801 холост, в штрафах и под судом не бывал, «при полку в комплекте», повышения достоин. «Российской грамоте читать и писать умеет, а других наук не знает».
Полковой командир с 25 марта 1804 г., с 23 апреля 1806 г. — полковник. Со 2 декабря 1806 г. — в Бессарабии, 29 января 1807 г. — в сражении при деревне Карманкуй, с 3 по 12 марта — при осаде крепости Измаил.
28 ноября 1807 г. «поступил в Эстляндский пехотный (что ныне 42-й егерский) полк» командиром.

19 июня 1809 года «в 30-ти верстах от Анапы близ селения главного черкесского князя Айдамира, где имел жительство анапский паша, скрывшийся туда по занятии эскадрою контр-адмирала Пустошкина Анапы», разгромил 12-тысячный черкесский отряд:
Турецкий паша, бежавший из Анапы в горы, успел поднять черкесов, которые, отрезав все сообщения Анапы с Кубанской линией, держали её гарнизон почти в постоянной осаде, беспокоя окрестности мелкими нападениями. Тогда полковник Эстляндского пехотного полка Золотницкий был послан с небольшим отрядом наказать одного из главнейших и наиболее беспокойных черкесских князей, Айдамира, у которого именно и скрывался паша. ...На обратном пути он, в свою очередь, был окружен двенадцатитысячным неприятелем и в течение целого дня должен был выдерживать неравный бой. К вечеру до Анапы дошли преувеличенные слухи о тяжком положении отряда, и Панчулидзев немедленно выступил на помощь к нему со всем гарнизоном. Но прежде чем он успел подойти, дело было уже решено, и храбрый Золотницкий торжествовал полную победу. Неприятель, отброшенный в беспорядке, был прогнан с уроном до полутора тысяч человек, но успех недешево достался и Золотницкому, потерявшему более ста нижних чинов.
В этом бою М.В.Золотницкий получил тяжелейшие ранения, едва совместимые с жизнью, выжил чудом.
22 февраля 1811 года «по Высочайшему его Императорского Величества повелению за полученными ранами уволен от службы с мундиром и пенсией половинного жалования» (418 руб. в год).
Умер в июле 1826 года. В прошении «полковницы Золотницкой» на Высочайшее имя, датированном 9 октября 1826 года, в частности, говорилось: «Муж мой полковник Михайла Владимиров сын Золотницкий, имевший счастье служить в воинской Вашего Императорского Величества службе 32 года беспорочно, …сего года в июле месяце волею Божиею скончался, оставив по себе меня с шестью сиротами малолетними детьми и весьма небольшим состоянием, в 80 душах крестьян состоящим…».

## Награды
- Золотницкий Михаил Владимирович, полковник, числится в списках кавалеров «военного ордена святого великомученика и Победоносца Георгия» IV (за № 2094; 26 ноября 1809 г.) и III (за № 197, 4 октября 1809 г.) класса — «В воздаяние отличного мужества и храбрости, оказанных в действии против черкес 19-го июня, где, командуя отрядом войск, благоразумными распоряжениями много способствовал при совершенном разбитии 12-ти тысячного неприятельского корпуса, причем ранен от пули контузией в голову и другою в нижнюю часть живота»[4]. Причина расхождения (награждения орденом III класса ранее IV) никак не объяснена.

## Семья
В 1808 году в Купеческой Успенской церкви г. Херсона был обвенчан с Анастасией Матвеевной Чайковской — дочерью председателя Херсонской судебной палаты, впоследствии екатеринославского вице-губернатора, статского советника М. С. Чайковского, внучкой воронежского вице-губернатора, генерал-майора Ф. И. Ярцова и троюродной сестрой поэта А. А. Дельвига. Поручителем на венчании выступал шеф Эстляндского полка генерал-лейтенант П. П. Пущин, дядя однокашника и друга А. С. Пушкина декабриста Ивана Пущина.
Супруги имели не менее шести детей, из которых известны сын Владимир (в 1827 году окончивший «XIV классом» Благородный пансион при Царскосельском лицее) и дочери Анна (замужем за генерал-майором Д. А. Всеволожским, управляющим Кавказскими минеральными водами), Александра и Софья. О своём увлечении Софьей Михайловной Золотницкой вспоминал впоследствии Афанасий Фет.